# الضمیر
الضمیر (به عربی: الضمیر) یک منطقهٔ مسکونی در سوریه است که در استان ریف دمشق واقع شده‌است.

## خصوصیات
الضمیر ۲۴٬۲۲۳ نفر جمعیت دارد و ۶۷۵ متر بالاتر از سطح دریا واقع شده‌است.